# Lham mfawar
Lham mfawer (« viande cuite à la vapeur » en arabe algérien) est un plat traditionnel algérien de viande de mouton cuite à la vapeur et parfumée au cumin.

## Description
Grâce à la méthode de cuisson, la viande perd tout son gras et devient plus tendre. Cette viande se consomme seule ou accompagne les couscous en sauce blanche.